# Сайц, Патрик
Патрик Сайц (англ. Patrick Seitz) — американский актёр озвучивания, режиссёр дубляжа и сценарист; выпускник Калифорнийского университета в Риверсайде.
Дебютировав как актёр озвучивания в 2000 году, он получил известность благодаря участию в англоязычных локализациях японских анимации и видеоигр. В числе его избранных ролей в дубляже аниме: Фрэнки (One Piece), Кэнпати Дзараки («Блич»), Дио Брандо (JoJo's Bizarre Adventure) и Люк Валентайн («Хеллсинг»). В числе его работ на озвучивании видеоигр — игры серий Mortal Kombat, Castlevania, BlazBlue и Tekken.
Помимо деятельности как актёра озвучивания, Сайц известен как режиссёр дубляжа; в частности, он режиссировал английские версии сериалов Girls Bravo и Kamichu!, а также экранизации видеоигры Tales of Phantasia. Также Сайц принял участие в озвучивании веб-сериала «Трансформеры: Войны гештальтов» студии Machinima.com.

## Фильмография

### Дублирование японской анимации

#### Сериалы
- 2000 — Boys Be...[англ.] — Ёсихико Кендзё (Хидэо Исикава)[1]
- 2003 — Saiyuki Reload Gunlock — Хазел Гроуз (Коити Тотика[яп.])[2]
- 2003 — «Хеллсинг» — Люк Валентайн (Такэхито Коясу)[2]
- 2004 — Koi Kaze[англ.] — Косиро Саэки (Кэнта Миякэ[яп.])[2]
- 2004—2005 — R.O.D the TV — Ли Линхо (Синъитиро Мики)[3]
- 2005 — «Сказания фантазии» — Даос (Тосиюки Морикава)[2]
- 2006 — Zegapain — Сима (Томохиро Цубои[яп.])[2]
- 2006 — Shakugan no Shana — Аннаберг (Мицуаки Мадоно[яп.]; во втором сезоне)[4]
- 2006—2007 — Eureka 7 — Чарльз Бимс (Дзюрота Косуги[яп.])[2]
- 2006—2014 — «Блич» — Кэнпати Дзараки (Фумихико Татики[яп.]), Иссин Куросаки (Тосиюки Морикава)[2]
- 2006 — «Эрго Прокси» — Рауль Крид (Хикару Хинада[яп.])[2]
- 2006—2008 — «Наруто» — Токума Хьюга (Манабу Сакамаки[яп.]), Раидо Намиаси (Хироси Цутида[яп.])[5]
- c 2007 — One Piece — Фрэнки (Кадзуки Яо[яп.]; дубляж для Funimation)[6][7][8]
- 2010 — «Хеталия и страны Оси» — Германия (Хироки Ясумото)[2]
- 2010 — Fullmetal Alchemist: Brotherhood — Лень (Ёсино Такамори[яп.])
- 2011 — Fairy Tail — Лаксус Дрейяр (Кацуюки Кониси; дубляж для Funimation)
- 2011 — Deadman Wonderland — Киёмаса Сэндзи (Масаюки Като[яп.]; дубляж для Funimation)
- 2011 — Durarara!! — Саймон Брежнев (Такая Курода[яп.])[9]
- 2012 — Tiger & Bunny — Кит Гудман / Скай Хай (Го Иноуэ[яп.])[10]
- 2012—2013 — Paradise Kiss — Дзёдзи Коидзуми (Кэндзи Хамада[яп.])[2]
- 2012—2014 — Sword Art Online — Эндрю Гилберт Миллс / Эгиль (Хироки Ясумото)
- 2013 — Fate/Zero — Ассасин[11]
- 2014 — Ben-To — Кэндзи Дандо (Ацуси Оно[яп.])[12]
- 2014 — JoJo’s Bizarre Adventure: Stardust Crusaders — Дио Брандо (Такэхито Коясу)[13]
- 2014 — Magi — Уго (Тосиюки Морикава)[14]
- 2014 — Daimidaler the Sound Robot[англ.] — Император пингвинов (Хидэюки Хори)[15]
- 2014 — «Атака титанов» — Кит Шейдис (Цугуо Могами[яп.])[16]
- 2014—2015 — Kill la Kill — Ира Гамагори (Тэцу Инада[яп.])[17]
- 2014 — Blood Lad — Франкен Штейн (Тэцу Инада)[18]
- 2014 — Sailor Moon (сезон 1) — Кунсайт (Кадзуюки Согабэ; дубляж для Viz Media)[19]
- 2014—2015 — Durarara!!x2 — Саймон Брежнев (Такая Курода)[20][21]
- 2015 — BlazBlue: Alter Memory[англ.] — Рагна Бладэдж (Томокадзу Сугита)[3][22]
- 2015 — Aldnoah.Zero — Влад (Хироки Ясумото)[23]
- 2015 — Jojo’s Bizarre Adventure: Phantom Blood — Дио Брандо (Такэхито Коясу; дубляж для DVD)
- 2015 — Sailor Moon Crystal — Кунсайт (Эйдзи Такэмото[яп.])[24]
- 2016 — Gakusen Toshi Asterisk — Лестер Макфэйл (Таканори Хосино[яп.])[25]

#### Полнометражные фильмы
- 2010 — «Летние войны» — Кунихико Дзинноути (Хасия Накамура[яп.])
- 2010 — «Повелители терний» — Марко Оуэн (Тосиюки Морикава)[26]
- 2012 — «Красная черта» — Джей-Пи (Такуя Кимура)
- 2012 — «Остров Забвения: Харука и волшебное зеркало» — Барон (Иэмаса Каюми[яп.])[27]
- 2012 — Fullmetal Alchemist: The Sacred Star of Milos — Эшли Крайтон / подполковник Гершель (Хидэнобу Киути)[3]
- 2014 — «Патэма наоборот» — Дзяку (Хироки Ясумото)[28]
- 2017 — Sword Art Online: Ordinal Scale — Эндрю Гилберт Миллс / Эгиль (Хироки Ясумото)

### Озвучивание англоязычной анимации
- 2012 — Mass Effect: Paragon Lost — адмирал Дэвид Андерсон
- 2012 — «Обитель зла: Проклятие» — Пугало[3]
- 2013 — «Университет монстров» — эпизодические роли[29]
- 2016 — «Трансформеры: Войны гештальтов[англ.]» — Девастатор
- 2016 — «Лига справедливости[англ.]»[30]
- 2020 — «Легенды «Смертельной битвы»: Месть Скорпиона» — Ханзо Хасаши / Скорпион
- 2021 — «Легенды «Смертельной битвы»: Битва королевств» — Скорпион
- 2022 — «Легенды «Смертельной битвы»: Снежная слепота» — Скорпион

### Озвучивание видеоигр
- c 2004 — World of Warcraft и дополнения — Гаррош Адский Крик, Артас Менетил[31]
- 2005 — The Matrix Online — эпизодические роли
- 2007 — Eternal Sonata[англ.] — Фредерик Шопен (в английской версии; дублирует Мицуаки Мадоно)[2][32][33][34]
- 2008 — Mortal Kombat vs. DC Universe — Слэйд Уилсон / Детстроук, Скорпион, Шао Кан[3][5]
- 2008 — Valkyria Chronicles — Ради Егер (в английской версии; дублирует Акио Оцуку)
- 2009—2015 — серия BlazBlue — Рагна Бладэдж (в английских версиях; дублирует Томокадзу Сугиту)[3]
- 2010 — Final Fantasy XIII — эпизодические роли[35]
- 2010 — Transformers: War for Cybertron — Сильверболт[3]
- с 2010 — серия StarCraft — Артанис[3]
- 2011 — Mortal Kombat — Скорпион, Фредди Крюгер
- 2012 — Red Faction: Armageddon — эпизодические роли
- 2012 — Soulcalibur V — Сервантес де Леон (в английской версии)[3][36]
- 2012 — Call of Duty: Black Ops II — эпизодические роли[35]
- 2013 — Injustice: Gods Among Us — Скорпион
- 2013 — Killer is Dead — Мондо Заппа
- 2014 — Lightning Returns: Final Fantasy XIII — эпизодические роли
- 2015 — Mortal Kombat X — Скорпион[37]